# Jeorjos Dalakuras
Jeorjos (Jorgos) Dalakuras, gr. Γεώργιος (Γιώργος) Δαλακούρας (ur. 8 lipca 1938 w Atenach, zm. 8 lipca 2021) – grecki przedsiębiorca i polityk, parlamentarzysta krajowy, w 1981 poseł do Parlamentu Europejskiego I kadencji.

## Życiorys
Ukończył prywatną szkołę średnią Kolegio Athina i studia na Uniwersytecie Ekonomii i Biznesu w Atenach, początkowo pracował na statkach. Działał jako przedsiębiorca, był m.in. właścicielem statków i hotelu na wyspie Limnos, a także szefem banku. Zaangażował się w działalność polityczną w ramach Nowej Demokracji. W latach 1974–1981 zasiadał w Parlamencie Hellenów z okręgów podateńskich. Od 1 stycznia do 2 listopada 1981 wykonywał mandat posła do Parlamentu Europejskiego w ramach delegacji krajowej. Pozostał deputowanym niezrzeszonym, należał do Komisji ds. Transportu.
Od 2004 do 2010 pełnił funkcję cywilnego zwierzchnika półwyspu Athos, objął też funkcję prezesa klubu żeglarskiego w Pireusie. Na początku drugiej dekady XXI wieku został współwłaścicielem holdingu zajmującego się remontem stadionu AEK Ateny, a także posiadającego gazety.
Był żonaty z Eleni Dalakurą, miał córkę i trzech synów.